# 钇铁石榴石
钇铁石榴石 （英语：Yttrium iron garnet或YIG） 是一种合成石榴石, 化学成分为 Y3Fe2(FeO4)3或Y3Fe5O12。它是一种亚铁磁性材料 ，居里点为560 K，YIG也可称为钇铁氧体石榴石，或称为铁氧化钇或氧化钇铁，后两种名称通常与粉末形式有关。 在YIG中，五个三价铁离子占据两个八面体和三个四面体位置，其中三价钇离子由不规则立方体中的八个氧离子配位。 两个配位点中的铁离子表现出不同的自旋，形成磁性。 例如，通过用稀土元素取代特定位点，可以获得有趣的磁性。
它具有很高的韦尔代常数，这导致了法拉第效应；它也在微波频率中具有高Q因子值，对红外波长的吸收低至1200nm ，并且在电子自旋共振中的线宽非常小。这些特性使其可用于超导体中的磁光成像（MOI）。
YIG被用于微波、声学、光学和磁光中，例如微波滤波器，声学发射器和换能器。 在光的波长超过600nm时，它是透明的。 它也被用于固态激光器的法拉第旋转器，数据存储和各种非线性光学应用。